# Cidade do Cabo
A Cidade do Cabo (em inglês: Cape Town; em africâner: Kaapstad; em xhosa: iKapa) faz parte do Município metropolitano da Cidade do Cabo, na província do Cabo Ocidental, na África do Sul. É a capital legislativa do país, onde o Parlamento Nacional e muitos escritórios do governo estão localizados. Também é a capital da província. É a segunda cidade mais populosa do país, ficando atrás apenas de Joanesburgo. A Cidade do Cabo é famosa pelo seu porto natural, incluindo marcos bem conhecidos, como a montanha da Mesa e a baía da Mesa, sendo um dos mais populares destinos turísticos nacionais. É o segundo mais populoso núcleo urbano, financeiro e cultural do país, depois de Joanesburgo.
Localizada na costa da Baía da Mesa, a Cidade do Cabo foi utilizada pela Companhia Holandesa das Índias Orientais como uma estação de abastecimento de navios holandeses que navegavam para a África Oriental, Índia e o Extremo Oriente. Jan van Riebeeck chegou à região em 6 de abril de 1652 e estabeleceu o primeiro assentamento europeu permanente na África do Sul. A Cidade do Cabo desenvolveu-se rapidamente, tornando-se o polo econômico e cultural da Colônia do Cabo. Até a febre do ouro de Witwatersrand, que resultou no desenvolvimento de Joanesburgo, a Cidade do Cabo era a mais populosa cidade sul-africana.
A cidade é um importante polo comercial e industrial, tendo um dos principais portos do país. Sua economia é baseada nos setores de refinação de petróleo, automóveis, alimentar, químico, têxtil e construção naval. Consequentemente, é considerado o segundo maior centro financeiro, econômico e comercial da África do Sul, ficando atrás apenas de Joanesburgo.
Em 2007, a cidade tinha 3,5 milhões de habitantes. A área da Cidade do Cabo estende-se por 2 455 quilômetros quadrados, sendo maior do que outras cidades da África Austral, resultando em uma menor densidade populacional, cerca de 1 425 habitantes por quilômetro quadrado.

## História

### Primeiros povos e colonização europeia

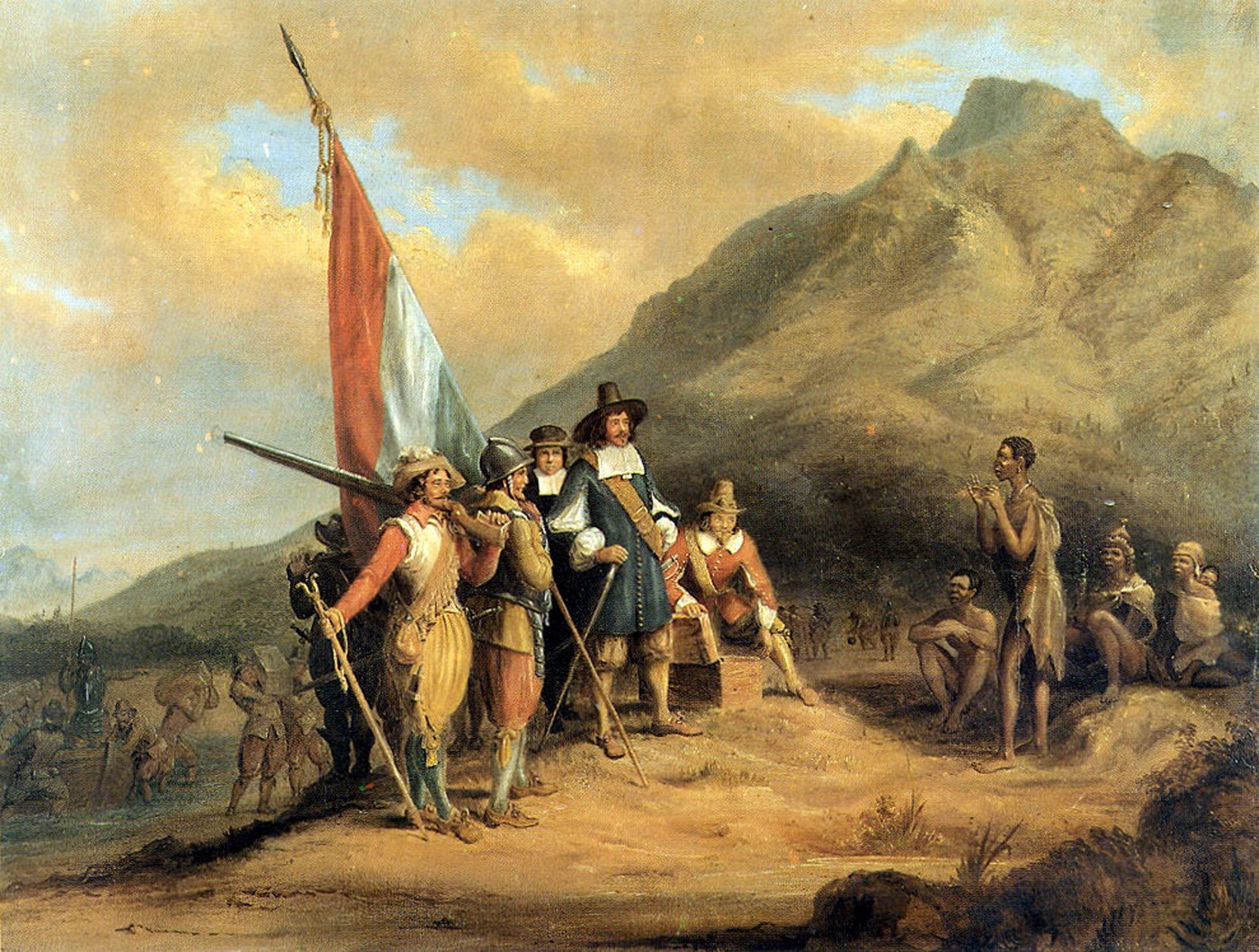
Pintura da chegada de Jan van Riebeeck na Baía da Mesa (por Charles Bell)

Os indícios mais antigos de ocupação humana na região foram encontrados nas Grutas de Peers, em Fish Hoek, datando de cerca de 10 000 a.C.. Pouco se sabe sobre os primeiros habitantes devido à escassez de documentos. A primeira vez que a cidade foi referida de modo escrito foi durante a Era dos Descobrimentos, quando o explorador português Bartolomeu Dias passou pelo local em 1486. Onze anos mais tarde, em 1497, outro explorador português, Vasco da Gama, também navegou perto do local.
O nome da cidade deriva assim do cabo batizado pelos portugueses de Cabo das Tormentas, inicialmente, devida à dificuldade e perigo marítimo em atravessá-lo, mas, mais tarde, rebatizado de Cabo da Boa Esperança, pelo rei João II de Portugal, depois de ultrapassado, pelas fortunas expectáveis que adviriam da descoberta do caminho marítimo para a Índia.
O contacto permanente com a Europa começou apenas em 1652, quando uma delegação da Companhia Holandesa das Índias Orientais, liderada por Jan van Riebeeck aí estabeleceu um porto marítimo de apoio às viagens para as Índias Orientais Neerlandesas. Nessa época, a cidade cresceu lentamente, sobretudo devido à falta de mão de obra na zona; contudo, foram importados escravos da Indonésia e de Madagascar para ajudar no desenvolvimento local.
Durante a Revolução Francesa e as Guerras Napoleónicas, a Holanda, país europeu que controlava a Cidade do Cabo, foi ocupada várias vezes pela França, deixando, por isso, a colônia africana desprotegida. O Reino Unido aproveitou a ocasião e ocupou o território em 1795. Contudo, um tratado assinado entre estes dois países determinou que a cidade voltaria para o comando holandês, em 1803. Apesar do acordo, três anos depois, em 1806, o Reino Unido voltou a invadir o local, ocupando-o definitivamente. Um tratado assinado em 1814 declarou que a Holanda cedia permanentemente a cidade ao domínio britânico. A partir desse momento, a Cidade do Cabo passou a ser a capital da Colônia do Cabo, território ultramarino do Reino Unido.

### Crescimento e consolidação

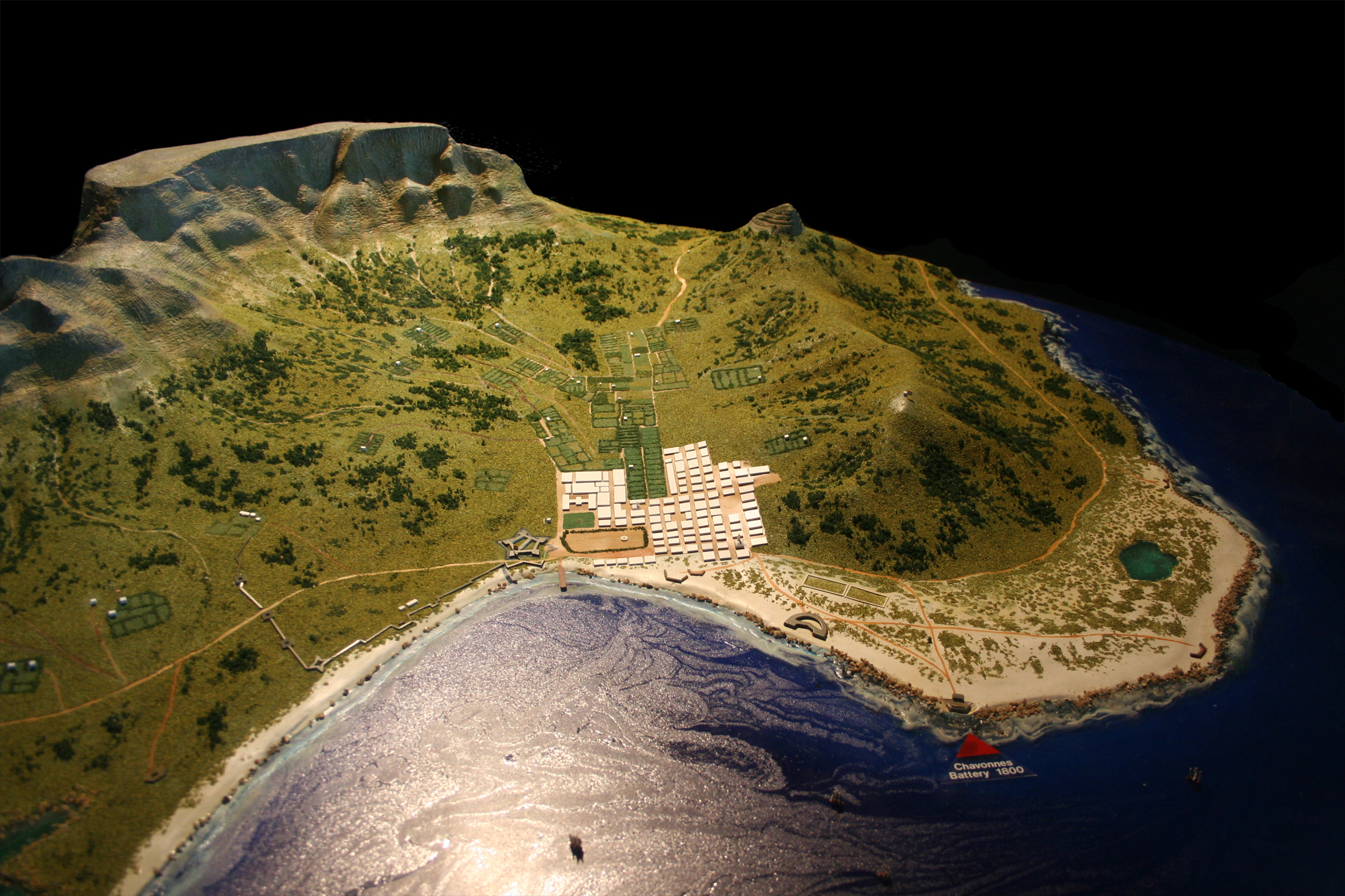
Maquete da cidade por volta de 1800.

A descoberta de diamantes em Griqualand West em 1869, e o Witwatersrand Gold Rush em 1886, fez com que um grande fluxo imigratório surgisse para a África do Sul. Alguns conflitos entre as repúblicas bôeres do interior do território e o Governo Colonial Britânico culminaram na Segunda Guerra dos Bôeres (1899-1901), a qual foi ganha pelos europeus. Em 1910, o Reino Unido estabeleceu a União Sul-Africana, que uniu a Colónia do Cabo, as duas repúblicas bôeres e a Colônia de Natal. A partir daí, a Cidade do Cabo tornou-se a capital legislativa da República da África do Sul.

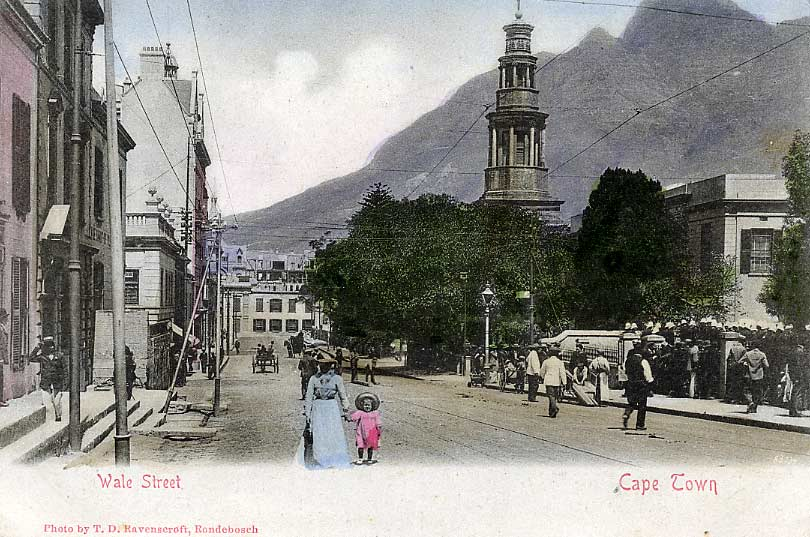
Cidade do Cabo em 1905.

Nas eleições de 1948, o National Party ganhou a plataforma do  Apartheid (segregação racial). Este facto conduziu o país, e também a Cidade do Cabo, à determinação de zonas para brancos e outras para negros, fazendo desta forma a segregação racial. Alguns subúrbios multirraciais da cidade foram a demolidos para que a acção do Apartheid fosse efectivamente cumprida. O exemplo mais flagrante desta medida foi no District Six; depois de ter sido declarado uma zona de "apenas brancos" em 1965, mais de 60 000 pessoas foram forçadas a mudar de residência. Muitos desses residentes foram realojados nos planos do Cabo (Cape Flats, em inglês) e em Lavendar Hill.
A Cidade do Cabo foi a "casa" de muitos dos líderes de movimentos antiapartheid. Na ilha Robben, a 10 km da costa da cidade, estava edificada uma prisão para presos políticos onde estiveram em cativeiro alguns dos mais famosos activistas desses movimentos. Num dos mais famosos momentos que ditaram o final do Apartheid, Nelson Mandela fez o seu primeiro discurso público em décadas, no dia 11 de fevereiro de 1990, da varanda principal do edifício da Câmara Municipal da Cidade do Cabo horas depois de ter sido libertado da prisão na ilha Robben. O seu discurso foi início de uma nova era para o país, e as primeiras eleições livres foram levadas a cabo quatro anos depois, em 1994, no dia 27 de abril.
Desde o ano das primeiras eleições livres, a cidade luta contra graves problemas de saúde pública tais como o vírus da imunodeficiência humana/síndrome da imunodeficiência adquirida ou a tuberculose. Os crimes violentos cresceram exponencialmente devido principalmente a problemas relacionados com drogas. Ao mesmo tempo que a insegurança aumenta e a saúde atravessa tempos difíceis, a economia teve um boom devido ao turismo e ao desenvolvimento do sector imobiliário.

## Geografia

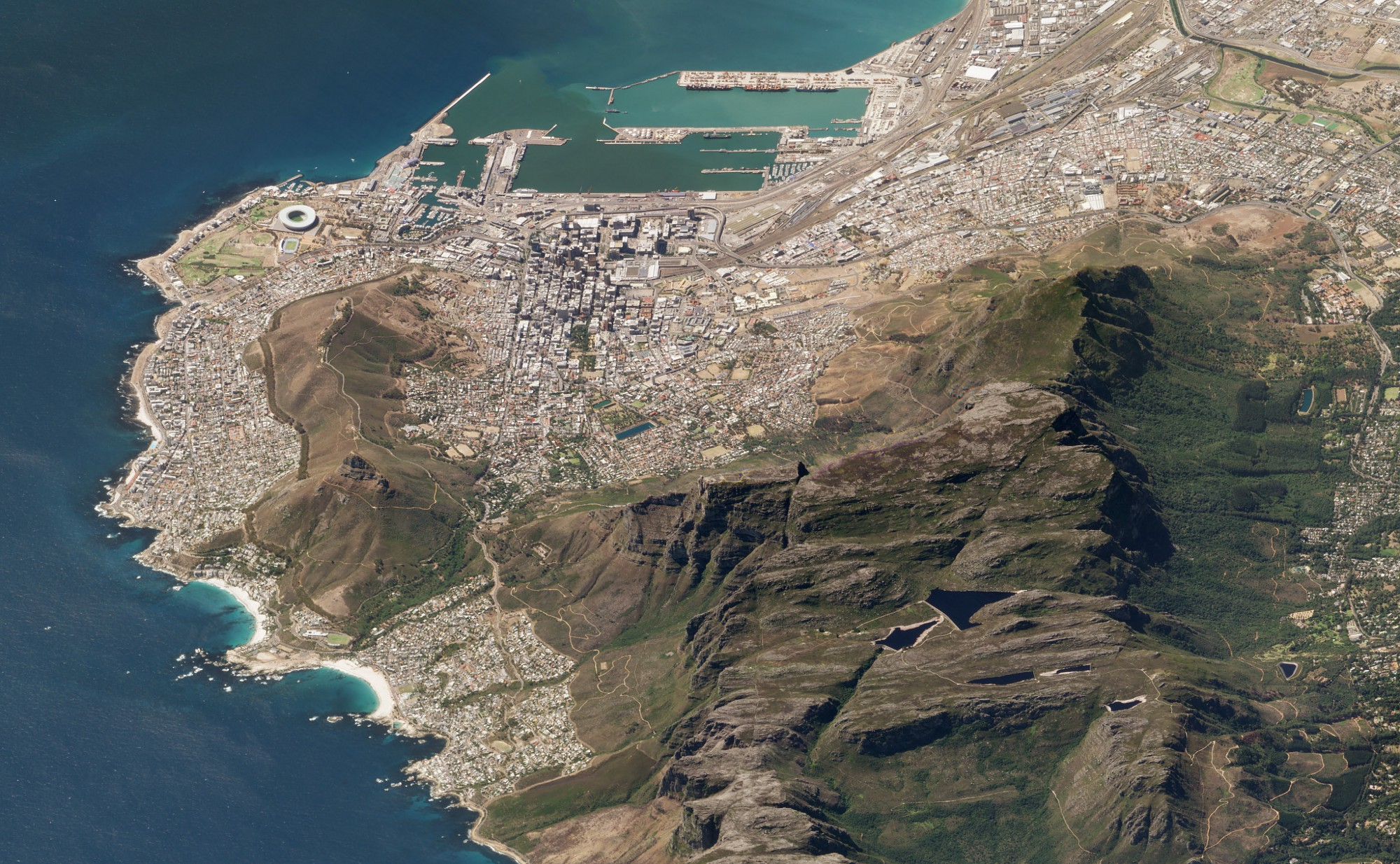
Imagem de satélite 3D da Península do Cabo

O centro da cidade está localizado no extremo Norte da Península do Cabo. A Montanha da Mesa (Table Mountain, em inglês) forma uma enorme parede que protege a cidade dos ventos vindos do ocidente. O cume da montanha fica a mais de 1 000 metros de altitude, que desenvolve-se em encostas quase verticais sobre a cidade. Os picos mais conhecidos da formação geológica são o Devil's Peak e Lion's Head. A península consiste nessa montanha, que cobre toda a zona leste, ligando o oceano Atlântico ao  Cape Point. A grande maioria dos subúrbios da cidade estão situados nos planos do Cabo (Cape Flats, em inglês), sendo o istmo da península.

### Clima
O clima da Cidade do Cabo é mediterrânico de Verões amenos (Csb), com as estações do ano bem definidas. O Inverno começa no mês de junho e acaba em setembro. Estes meses são frescos e úmidos, sendo que a temperatura média do mês mais frio durante esta época do ano é de 12,5 °C. O Verão começa em dezembro e acaba em março. Esta época do ano é amena e seca sendo a temperatura média do mês mais quente 21,5 °C.
| Dados climatológicos para Cidade do Cabo, África do Sul | Dados climatológicos para Cidade do Cabo, África do Sul | Dados climatológicos para Cidade do Cabo, África do Sul | Dados climatológicos para Cidade do Cabo, África do Sul | Dados climatológicos para Cidade do Cabo, África do Sul | Dados climatológicos para Cidade do Cabo, África do Sul | Dados climatológicos para Cidade do Cabo, África do Sul | Dados climatológicos para Cidade do Cabo, África do Sul | Dados climatológicos para Cidade do Cabo, África do Sul | Dados climatológicos para Cidade do Cabo, África do Sul | Dados climatológicos para Cidade do Cabo, África do Sul | Dados climatológicos para Cidade do Cabo, África do Sul | Dados climatológicos para Cidade do Cabo, África do Sul | Dados climatológicos para Cidade do Cabo, África do Sul |
| Mês                                                     | Jan                                                     | Fev                                                     | Mar                                                     | Abr                                                     | Mai                                                     | Jun                                                     | Jul                                                     | Ago                                                     | Set                                                     | Out                                                     | Nov                                                     | Dez                                                     | Ano                                                     |
| ------------------------------------------------------- | ------------------------------------------------------- | ------------------------------------------------------- | ------------------------------------------------------- | ------------------------------------------------------- | ------------------------------------------------------- | ------------------------------------------------------- | ------------------------------------------------------- | ------------------------------------------------------- | ------------------------------------------------------- | ------------------------------------------------------- | ------------------------------------------------------- | ------------------------------------------------------- | ------------------------------------------------------- |
| Temperatura máxima recorde (°C)                         | 39                                                      | 38                                                      | 42                                                      | 39                                                      | 34                                                      | 30                                                      | 29                                                      | 32                                                      | 33                                                      | 37                                                      | 40                                                      | 35                                                      | 42                                                      |
| Temperatura máxima média (°C)                           | 26                                                      | 27                                                      | 25                                                      | 23                                                      | 20                                                      | 18                                                      | 18                                                      | 18                                                      | 19                                                      | 21                                                      | 24                                                      | 25                                                      | 22                                                      |
| Temperatura mínima média (°C)                           | 16                                                      | 16                                                      | 14                                                      | 12                                                      | 9                                                       | 8                                                       | 7                                                       | 8                                                       | 9                                                       | 11                                                      | 13                                                      | 15                                                      | 11                                                      |
| Temperatura mínima recorde (°C)                         | 7                                                       | 6                                                       | 5                                                       | 2                                                       | 1                                                       | −1                                                      | −1                                                      | 0                                                       | 1                                                       | 2                                                       | 4                                                       | 6                                                       | −1                                                      |
| Precipitação (mm)                                       | 15                                                      | 17                                                      | 20                                                      | 41                                                      | 69                                                      | 93                                                      | 82                                                      | 77                                                      | 40                                                      | 30                                                      | 14                                                      | 17                                                      | 515                                                     |
| Fonte: weahersa 4 de Junho de 2008.                     |                                                         |                                                         |                                                         |                                                         |                                                         |                                                         |                                                         |                                                         |                                                         |                                                         |                                                         |                                                         |                                                         |

## Demografia

Mapa da densidade populacional na Cidade do Cabo.

De acordo com o Censo Sul Africano Nacional de 2001, a população da Cidade do Cabo é de 2 893 251 habitantes. Existem 759 767 famílias formais, das quais 87,4% têm banheiros e 94,4% têm coleta de resíduos pelo menos uma vez por semana. 80,1% das famílias utilizam a eletricidade como principal fonte de energia.
Pessoas consideradas mulatas (coloured) são responsáveis por 48,13% da população, seguidos pelos negros africanos com 31%, brancos 18,75% e asiáticos com 1,43%. 46,6% da população tem menos de 24 anos, ao passo que 5% tem mais de 65 anos. A média de idade na cidade é de 26 anos e, para cada 100 mulheres, há 92,4 homens. 19,4% dos moradores da cidade estão desempregados; 58,3% dos desempregados são negros, 38,1% são mulatos, 3,1% são brancos e 0,5% são asiáticos.
41,4% dos moradores da Cidade do Cabo fala africâner em casa, 28,7% fala xhosa, 27,9% falam Inglês, 0,7% falam sotho, 0,3% falam zulu, 0,1% falam tswana e 0,7% da população fala um idioma não oficial em casa. 76,6% dos residentes é cristão, 10,7% não tem religião, 9,7% são muçulmanos, 0,5% são judeus e 0,2% são hindus. 2,3% têm outras crenças ou não tem religião determinada.
4,2% dos residentes com idades superiores aos 20 anos não recebeu nenhuma escolaridade, 11,8% teve alguma escola primária, apenas 7,1% completou o ensino fundamental, 38,9% teve alguma formação escolar elevada; 25,4% terminou o ensino médio e apenas 12,6% frequentaram o liceu. Globalmente, 38,0% dos moradores concluiu o ensino médio. O rendimento médio anual de trabalhadores adultos com idades compreendidas entre os 20 e 65 anos em ZAR é 25 774. Homens têm um rendimento médio anual de 28 406 ZAR, contra 22 265 para as mulheres.

## Governo

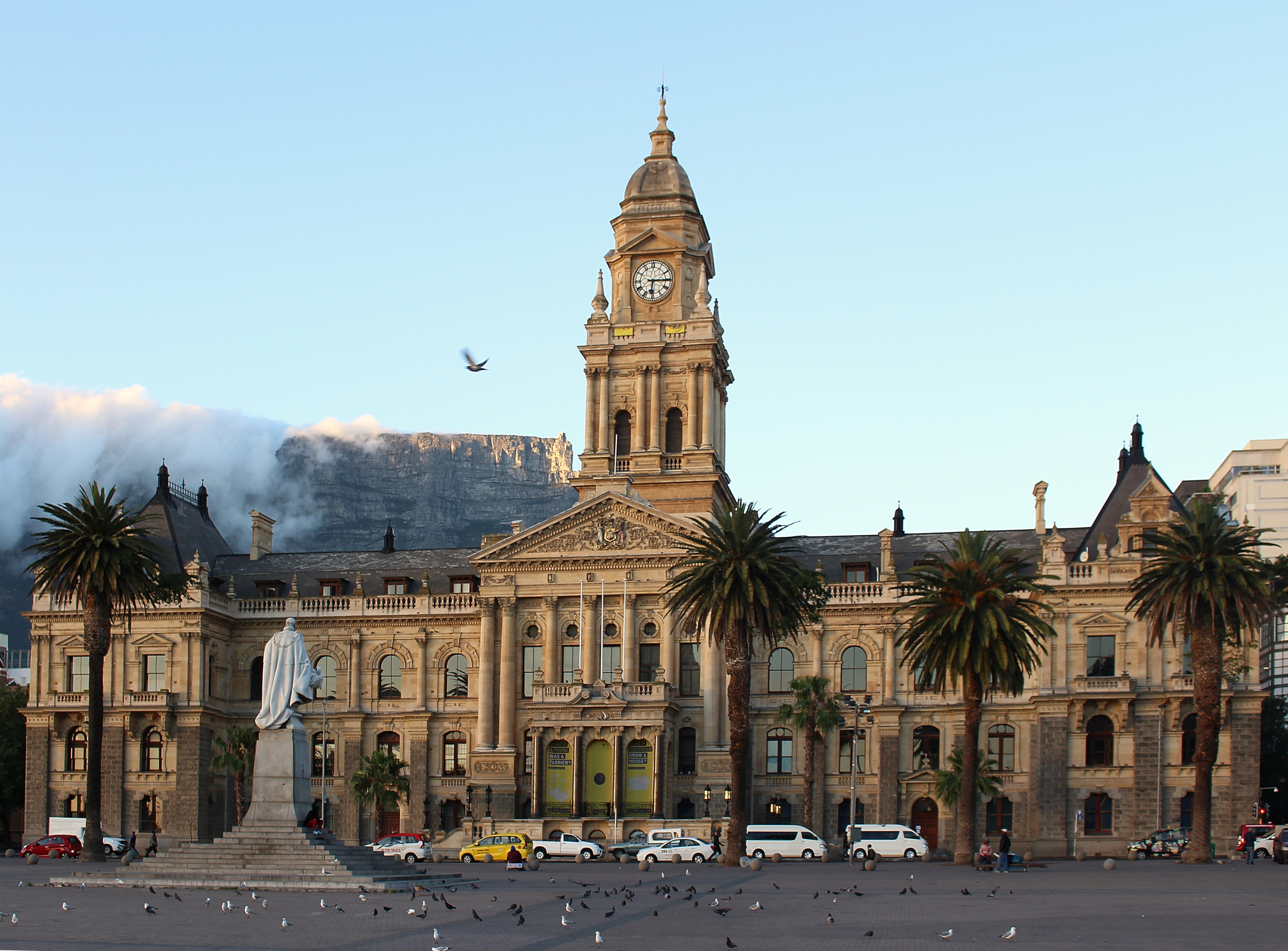
Sede da Prefeitura da Cidade do Cabo.

A Cidade do Cabo é governada por um conselho municipal composto por 210 membros, que responde perante um conselho executivo de 28 membros, que é por sua vez presidido por um gestor da cidade e por um presidente-executivo. A cidade está dividida em 105 círculos eleitorais. Cada círculo elege directamente um membro do conselho. Os outros 105 conselheiros são eleitos por um sistema de representação proporcional dos partidos. O presidente é escolhido pelo conselho municipal.
A prefeita atual é Helen Zille da Aliança Democrática. Nas últimas eleições municipais, em 2006, o partido vencedor arrecadou 90 dos 210 mandatos da Câmara Municipal, pouco à frente dos mais directos opositores, o Congresso Nacional Africano, que conseguiram 81 mandatos; contudo, como não houve nenhum partido a obter a maioria teve de se recorrer a uma segunda volta, na qual a Aliança Democrática reforçou o primeiro lugar somando mais um mandato aos 90 conseguidos na primeira volta. O número de mandatos foi aumentado através de uma coligação com o partido Democratas Independentes; o número foi acrescido de 22 mandatos.
Antes da centralização do governo da região ter passado para a influência do governo da Cidade do Cabo, na chamada Unicity (Unidade, em português), o território estava dividido em seis "administrações regionais"; muitas das acções do actual modelo têm ainda de passar pela aprovação local, de acordo com a antiga organização administrativa. As ex-administrações regionais eram: a Cidade do Cabo ( esta englova a City Bowl, a vertente da cidade virada para o Atlântico, os subúrbios do sul da cidade, Pinelands, Langa e Mitchell's Plain), a Península do Sul (incluía a Baía Hout, Wynberg, Constantia, Fish Hoek, Kommetjie, Noordhoeke Simon's Town), a região de Blaauwberg (reunindo as zonas de Milnerton, Tableview e Bloubergstrand), Tygerberg (constituída por Durbanville, Bellville, Khayelitsha e a cidade homónima), Oostenberg (incluía Kraaifontein, Brackenfell, Kuilsrivier, Blue Downs e Eerste Rivier) e, por fim, Helderberg (englobava Somerset West, Strand e a Baía de Gordon).

### Cidades irmãs
- Aachen, Alemanha
- Buenos Aires, Argentina
- Funchal, Portugal
- Galveston, Estados Unidos
- Haifa, Israel
- Hangzhou, República Popular da China
- Nice, França
- Rio de Janeiro, Brasil
- São Petersburgo, Rússia
- São Francisco, Estados Unidos

## Economia

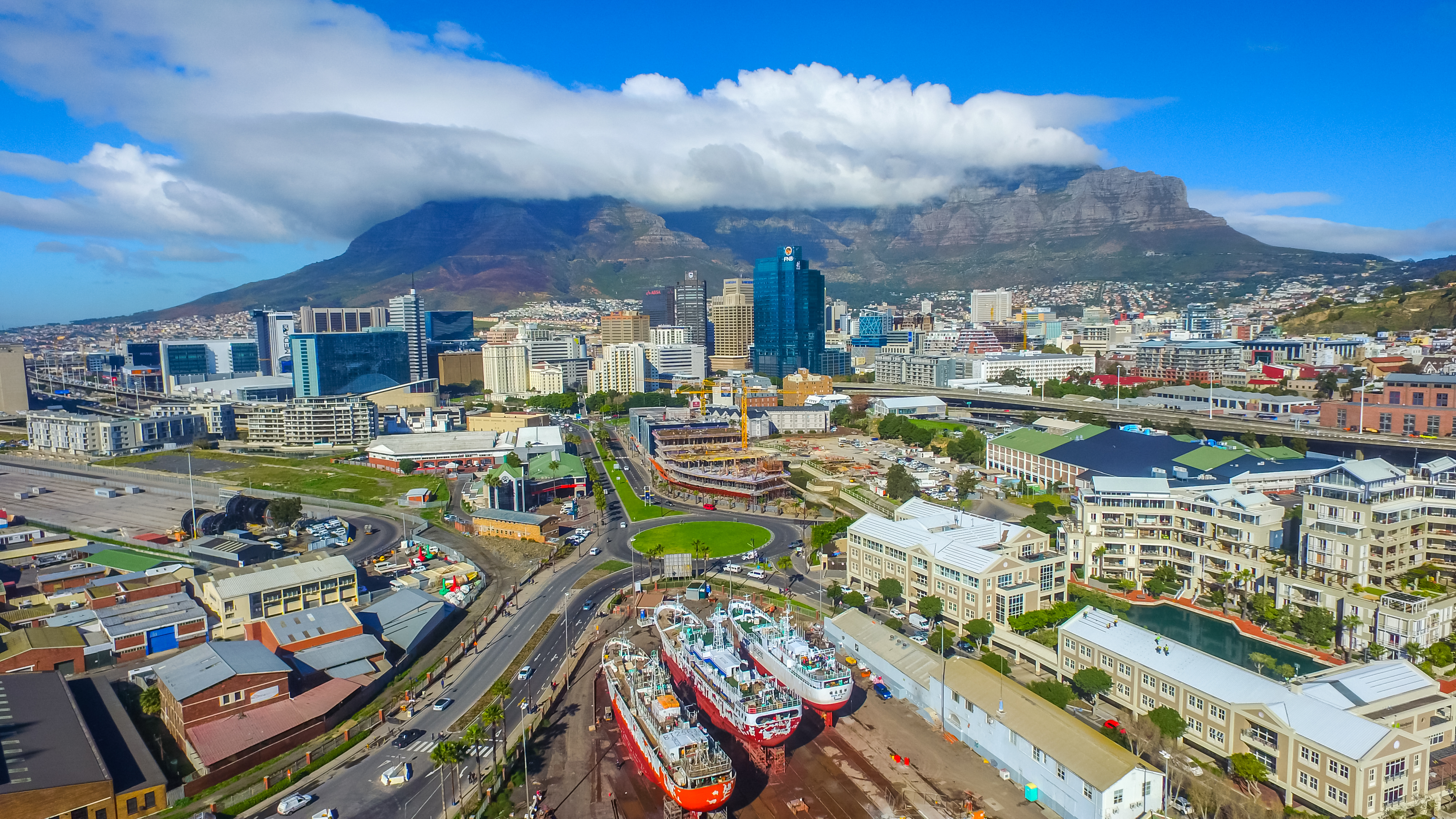
Centro visto a partir do porto.

A Cidade do Cabo é o centro econômico da província do Cabo Ocidental além de ser centro industrial da região. Tem também o principal porto e aeroporto do Cabo Ocidental. A grande presença governamental na cidade, tanto como a capital do Cabo Ocidental e da sede do Parlamento Nacional, levou a um aumento das receitas e ao crescimento das indústrias que atendem ao governo. A Cidade do Cabo acolhe muitas conferências, em particular no novo Cape Town International Convention Center, inaugurado em junho de 2003. A cidade tem se beneficiado recentemente de um boom no mercado imobiliário e de construção, por causa da Copa do Mundo FIFA de 2010.

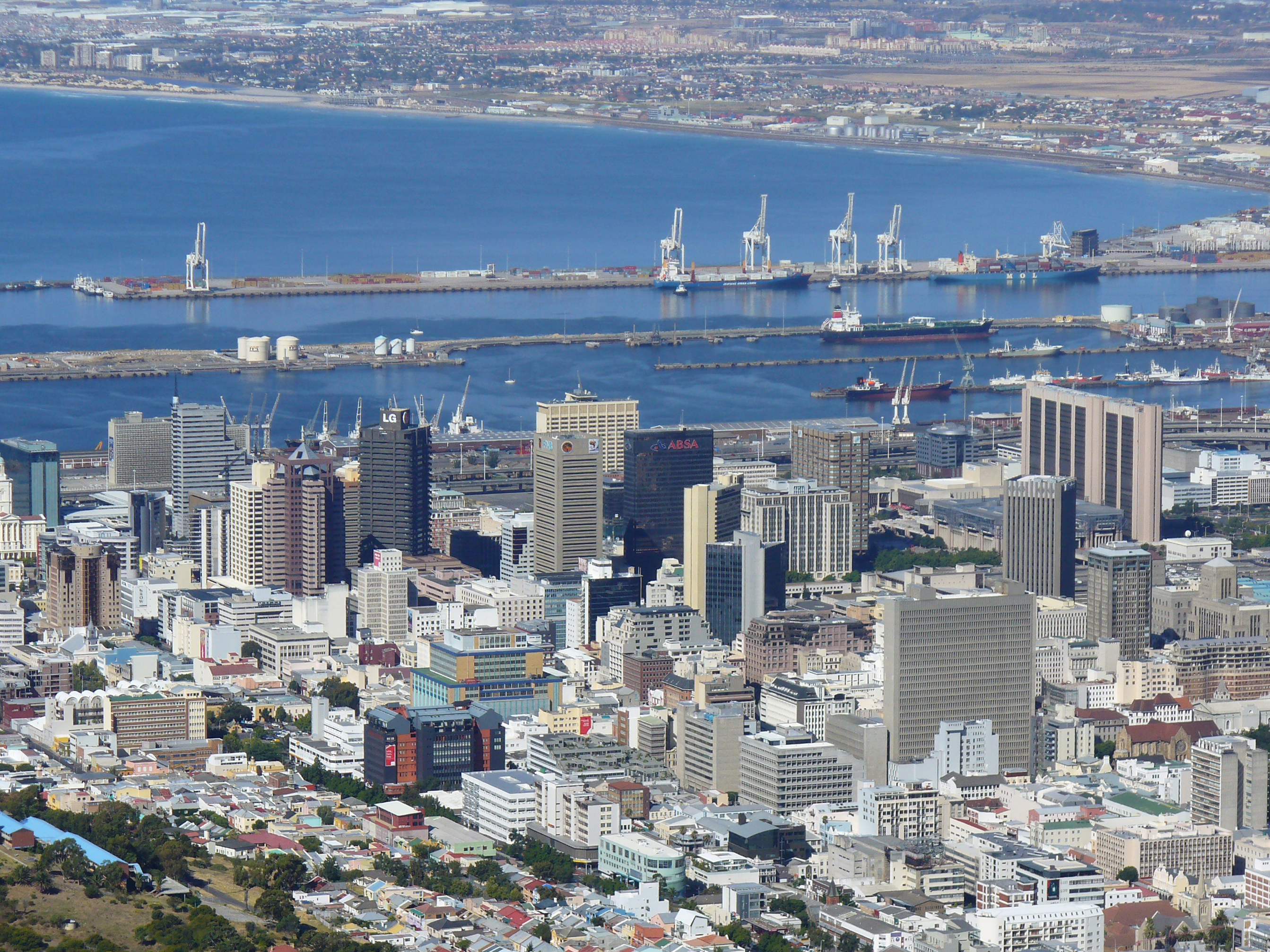
Centro financeiro da cidade a partir da Montanha da Mesa.

A Cidade do Cabo tem quatro grandes pólos comerciais, como o Cape Town Central Business District contendo a maioria das oportunidades de emprego e escritórios, o Century City, o Bellville / TygerValley e  o Claremont comercial onde estão estabelecidos muitos escritórios e sedes corporativas. A maior parte das empresas com sede na cidade são as companhias de seguros, grupos de varejo, editoras, design, designers de moda, companhias de navegação, empresas petroquímicas, arquitetos e agências publicitárias.
Grande parte da produção é comercializada através do Porto da Cidade do Cabo ou pelo Aeroporto Internacional da Cidade do Cabo. A maioria das grandes empresas de construção naval têm escritórios e indústrias locais na Cidade do Cabo. A Província é também um centro de desenvolvimento da energia para o país, com a já existente estação de energia nuclear Koeberg que fornece energia para as necessidades do Cabo Ocidental. Recentemente, exploradores de petróleo já descobriram petróleo e gás natural ao largo da costa do Oceano Atlântico.
O Cabo Ocidental é uma importante região turística na África do Sul; a indústria do turismo é responsável por 9,8% do produto interno bruto da província e emprega 9,6% dos trabalhadores da província. Em 2004, mais de 1 500 000 turistas internacionais visitaram a área.
A indústria mineira na Cidade do Cabo foi crescendo durante os últimos 6 anos. 6 000 mineiros são agora empregados na indústria mineira desde 2002. A cidade foi recentemente nomeada como a cidade mais empreendedora da África do Sul.

## Infraestrutura

### Educação

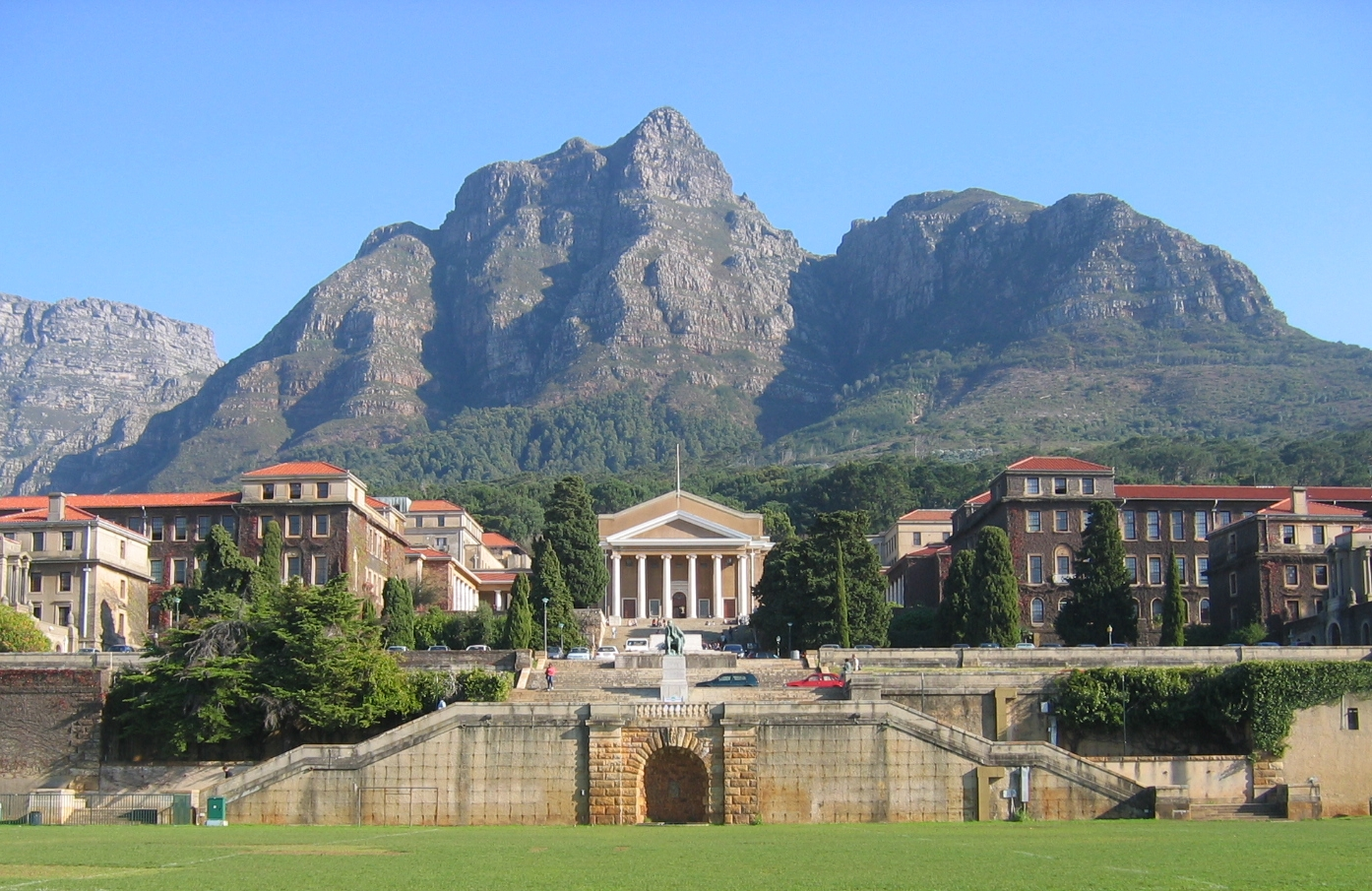
O campus principal da Universidade da Cidade do Cabo

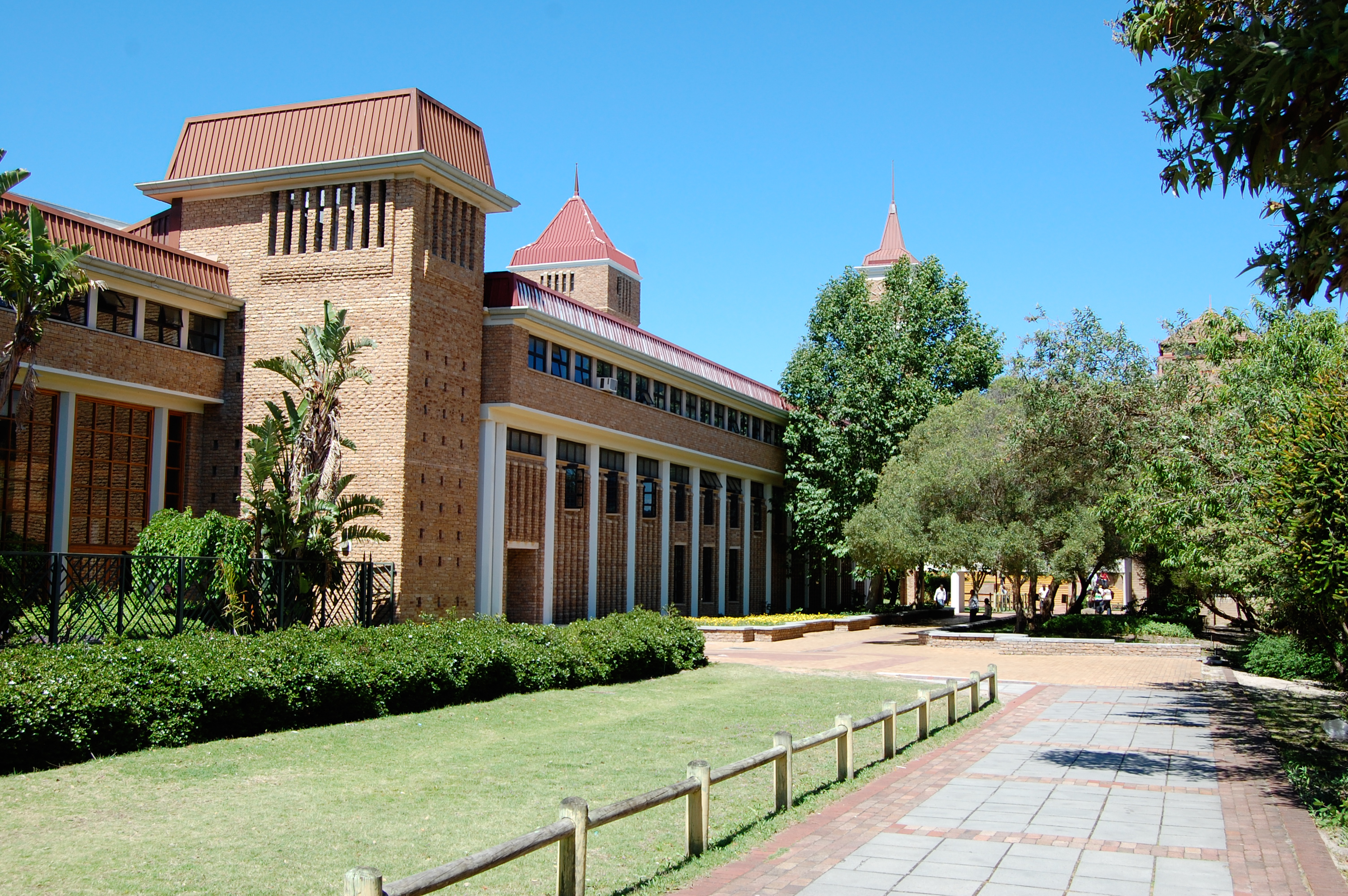
Universidade do Cabo Ocidental.

As escolas públicas do ensino primário e secundário na Cidade do Cabo são administradas pelo Departamento de Educação do Cabo Ocidental. Esse departamento estadual é dividido em sete distritos; quatro desses são os distritos da "Metropole" – Metropole Central, North, South e East – que compreende várias áreas da cidade. Há, também, muitas escolas particulares, religiosas e seculares na Cidade do Cabo.
A Cidade do Cabo possui um sistema de ensino superior de universidades públicas bem desenvolvido. A cidade é servida por três universidades públicas: a Universidade da Cidade do Cabo, a Universidade do Cabo Ocidental e a Universidade de Tecnologia da Península do Cabo. A Universidade de Stellenbosch, apesar de não ficar na cidade, está a 50 quilômetros de City Bowl e possui campi adicionais, tais como a Faculdade Tygerberg de Ciências da Saúde e o Parque de Negócios Bellville, próximos à cidade.
Tanto a Universidade da Cidade do Cabo quanto a Universidade de Stellenbosch lideram na África do Sul. Isso se dá, em grande parte, devido às contribuições financeiras substanciais feitas a essas instituições pelos setores público e privado. A Universidade da Cidade do Cabo é uma instituição anglófona. Possui mais de 21 mil estudantes e o programa MBA, que ficou no 51º lugar pela Financial Times, em 2006. Desde que o Congresso Nacional Africano chegou ao poder, alguns projetos de reestruturação da Universidade do Cabo Ocidental têm sido realizados e universidades tradicionalmente não-brancas viram suas condições financeiras melhoradas, o que beneficiou a Universidade do Cabo Ocidental.
A Universidade de Tecnologia da Península do Cabo foi formada em 1 de janeiro de 2005, quando duas instituições – a Cape Technikon e a Peninsula Technikon – foram fundidas. A nova universidade oferece educação principalmente em inglês, embora o aluno possa cursar em qualquer uma das línguas oficiais da África do Sul.

### Transportes

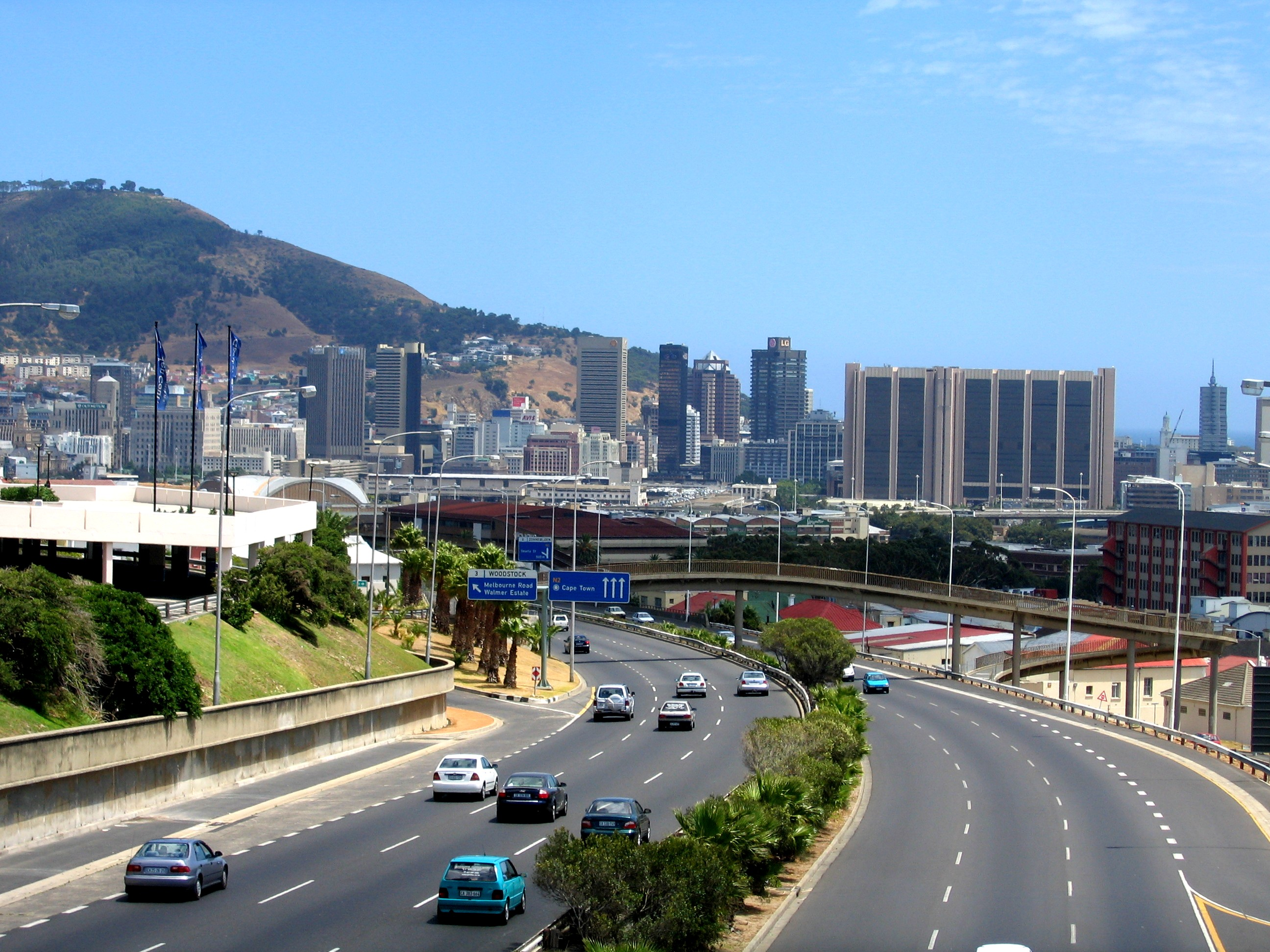
A N2, também conhecida como Eastern Boulevard.

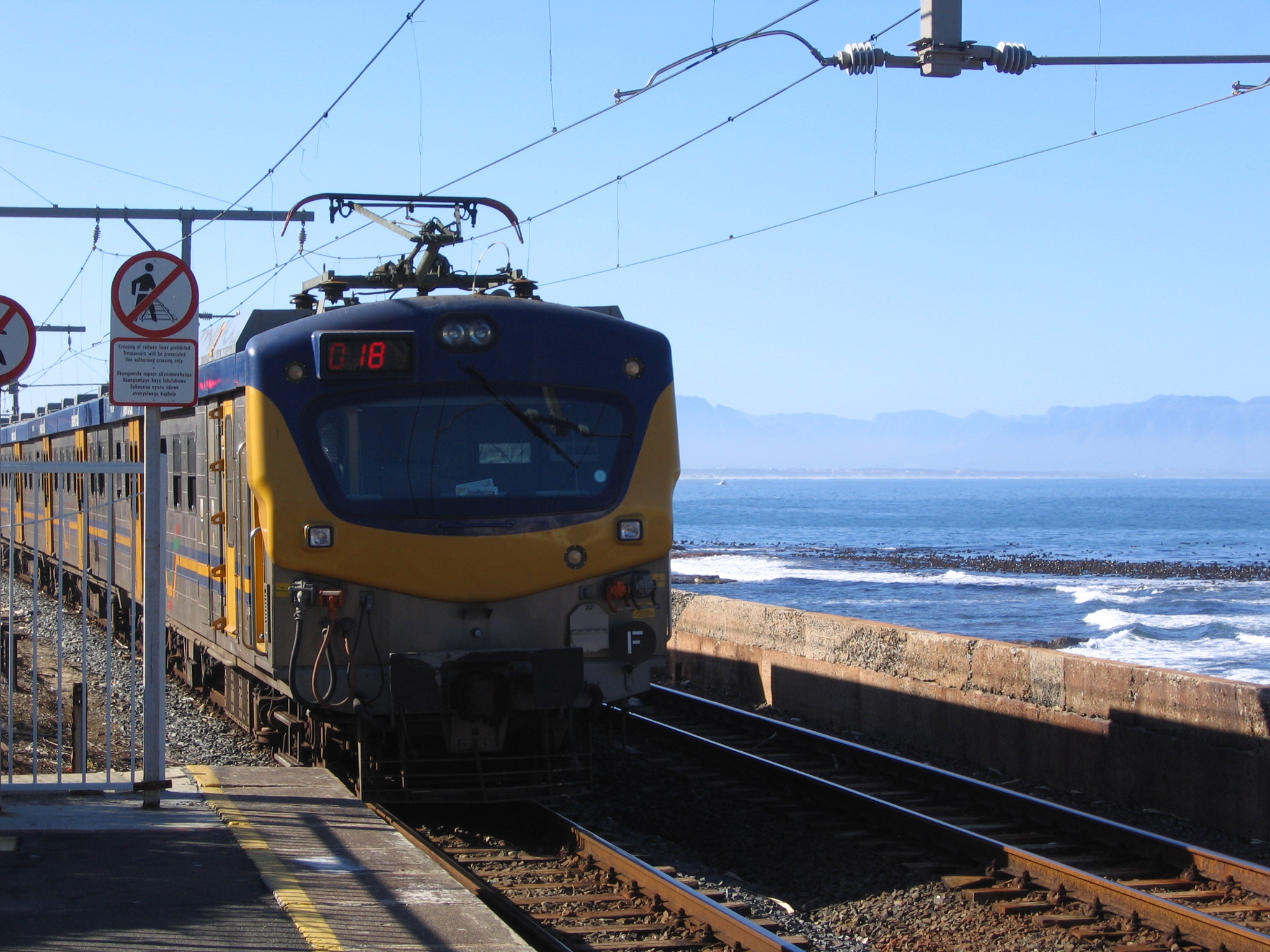
Metrorail saindo da estação de Kalk Bay.

O Aeroporto Internacional da Cidade do Cabo é a porta de entrada para a cidade tanto de voos domésticos como internacionais. É o segundo maior aeroporto da África do Sul, a seguir ao de Joanesburgo, e é um dos principais pontos de chegada de passageiros destinados a toda a região do Cabo. A Cidade do Cabo tem voos directos para a maior parte das grandes cidades do país, tal como para vários destinos internacionais.
Desde junho de 2006, o Aeroporto Internacional da Cidade do Cabo está a ser alvo de melhoramentos ao nível da capacidade de passageiros, devido ao facto de se esperar um crescente número de turistas para a zona, sobretudo devido à organização do mundial de Futebol em 2010. As restruturações incluem a construção e alargamento das zonas destinadas a estacionamento, um remodelado terminal para os voos domésticos e um novo terminal para as partidas e chagadas de vôos internacionais. No que toca à capacidade de transporte de mercadorias, os armazéns estão a ser aumentados e, junto destes, estão a ser edificados prédios de escritórios e também um hotel.
A Cidade do Cabo tem uma já longa tradição de transporte marítimo. O Porto da Cidade do Cabo, o porto marítimo mais importante da cidade, está localizado na Baía da Mesa, a norte do bairro comercial central. Essa estrutura serve de abrigo aos navios que navegam no Atlântico Sul: está localizado ao longo de um dos mais importantes corredores marítimos do Mundo. É também um dos mais movimentados cais de contentores do país, sendo que o mais importante fica na cidade de Durban. Em 2004, estiveram aí atracados 3 161 barcos e cerca de 9 200 000 toneladas de mercadorias O Porto de Simon's Town, na Baía Falsa, é a base principal da Marinha sul-africana.
O Shosholoza Meyl é um dos principais serviços da Spoornet; opera as viagens ferroviárias de longa distância na África do Sul. Os principais destinos são Joanesburgo, via Kimberley (diário) e para Durban, via  Kimberley, Bloemfontein e Pietermaritzburg (semanal). Estes comboios terminam o seu curso na Estação de Comboios da Cidade do Cabo (Cape Town Railway Station), fazendo antes uma paragem em Bellville, já dentro da cidade. Os comboios Metrorail são o serviço que explora o transporte ferroviário suburbano na Cidade do Cado e arredores; a rede consiste em 96 estações.

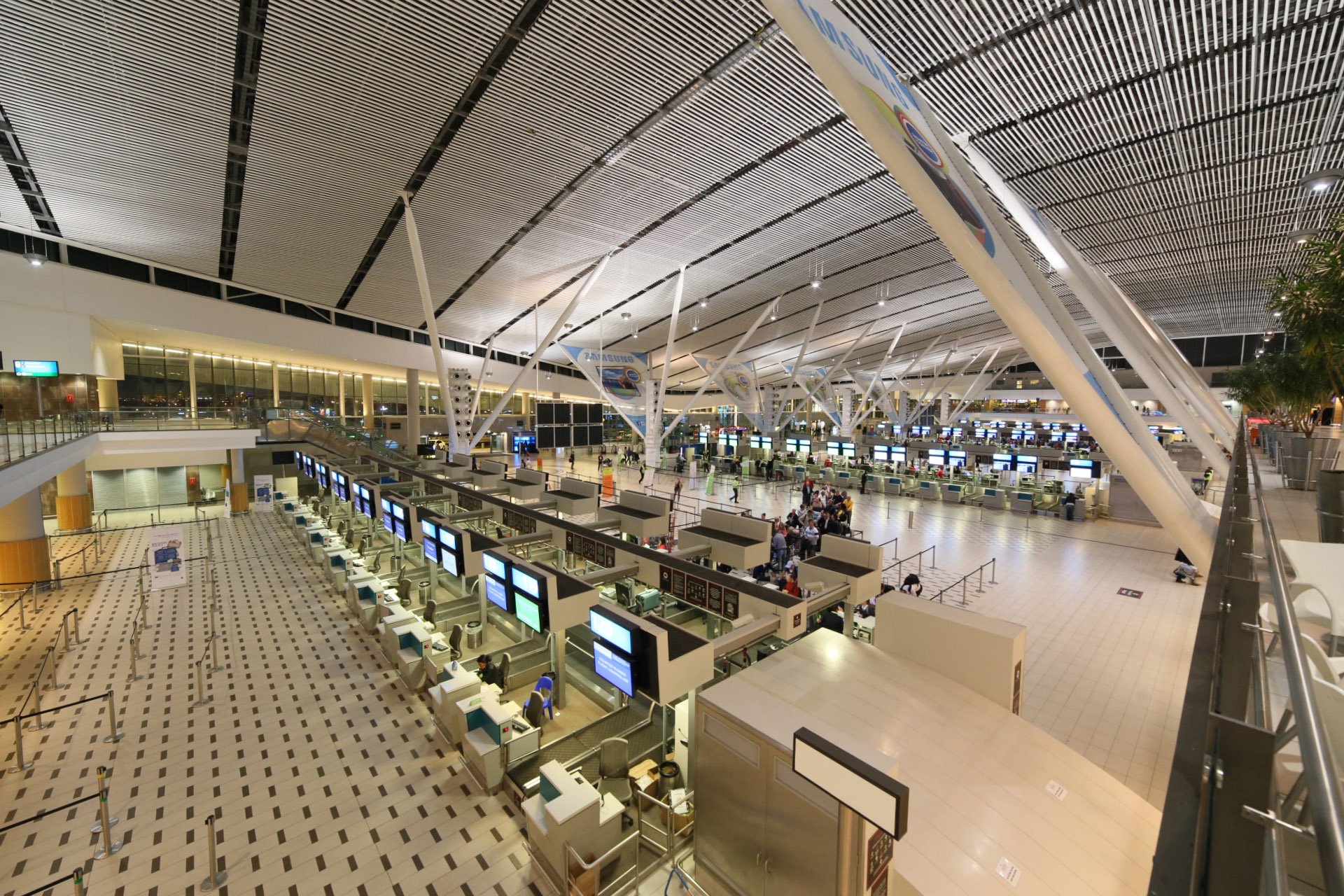
Aeroporto Internacional da Cidade do Cabo

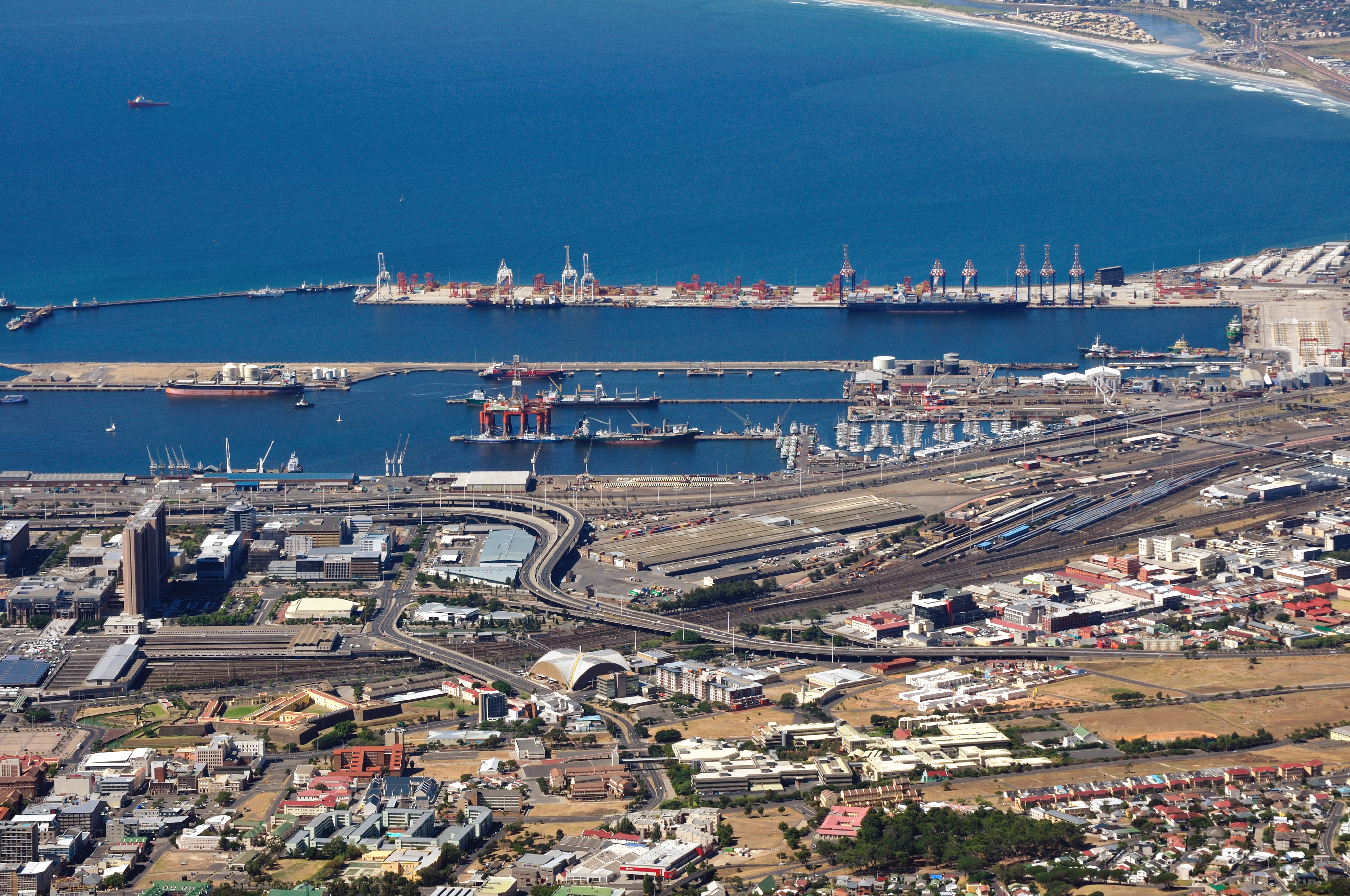
Porto da Cidade do Cabo

Existem três estradas nacionais que começam na cidade. A N1 liga a Cidade do Cabo à fronteira com o Zimbábue, passando por Bloemfontein, Joanesburgo e Pretória; a N2 faz a junção com Port Elizabeth, East London terminando em Durban; por fim, a N7 liga a cidade à região do Cabo Setentrional, seguindo curso até a fronteira com a Namíbia.
Há também na Cidade do Cabo um sistema de autoestradas que liga diferentes partes da cidade. A M3 parte da N2, indo para sul, ao longo da Tábua do Cabo, ligando City Bowl a Muizenberg. A M5 começa na N1 e fica mais a este que a M3; liga os planos do Cabo (Cape Flats) ao CBD. A R300, popularmente denominada de Cape Flats Freeway (Autoestrada dos Planos do Cabo, em português), liga a Planície de Mitchells e Bellville com a N1 e a N2.
O serviço de autocarros na cidade é garantido pela Golden Arrow Bus Services. Tem uma vasta rede de carreiras de autocarro que cobre a cidade e respectiva área metropolitana. Existem ainda algumas companhias que operam viagens de longa distância em autocarros partindo da Cidade do Cabo. Existem, na cidade, dois tipos de táxis: o táxi individual e o táxi colectivo (também chamado, no Brasil, de micro-ônibus). Ao contrário de muitas cidades, os táxis individuais não são autorizados a deambular pela cidade sem passageiros, pelo que devem ser chamados primeiro a um local específico. O táxi colectivo (Teksi) é a forma mais comum de transporte das pessoas que não têm possibilidades de ter um automóvel. Apesar de essenciais, estes veículos raramente são supervisionados, fazendo com que muitos estejam em condições deploráveis. Estes táxis fazem várias paragens (que não estão marcadas previamente) para apanhar passageiros, facto que causa muitos acidentes.

## Cultura

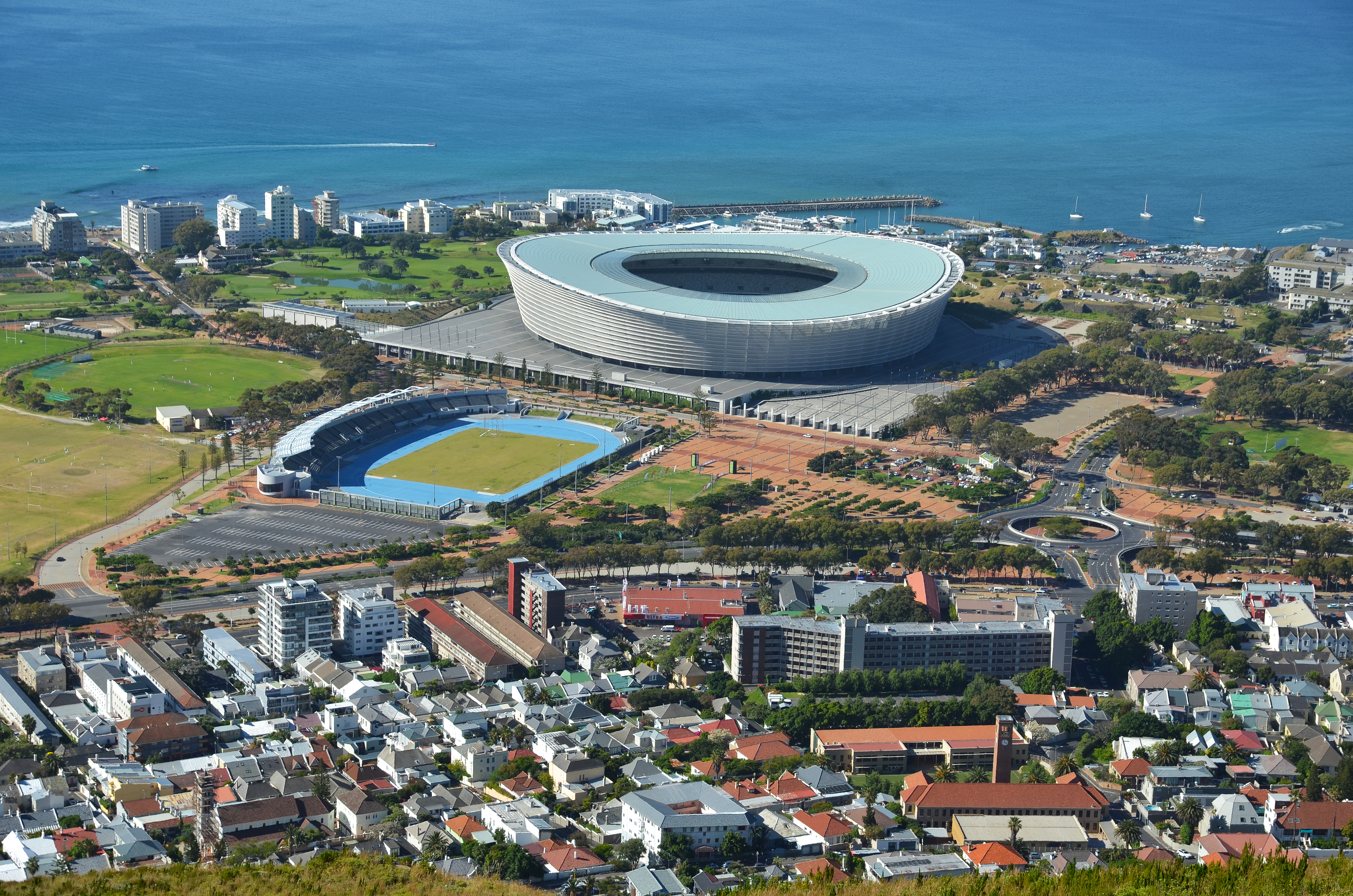
Estádio da Cidade do Cabo, uma das sedes da Copa do Mundo FIFA de 2010.

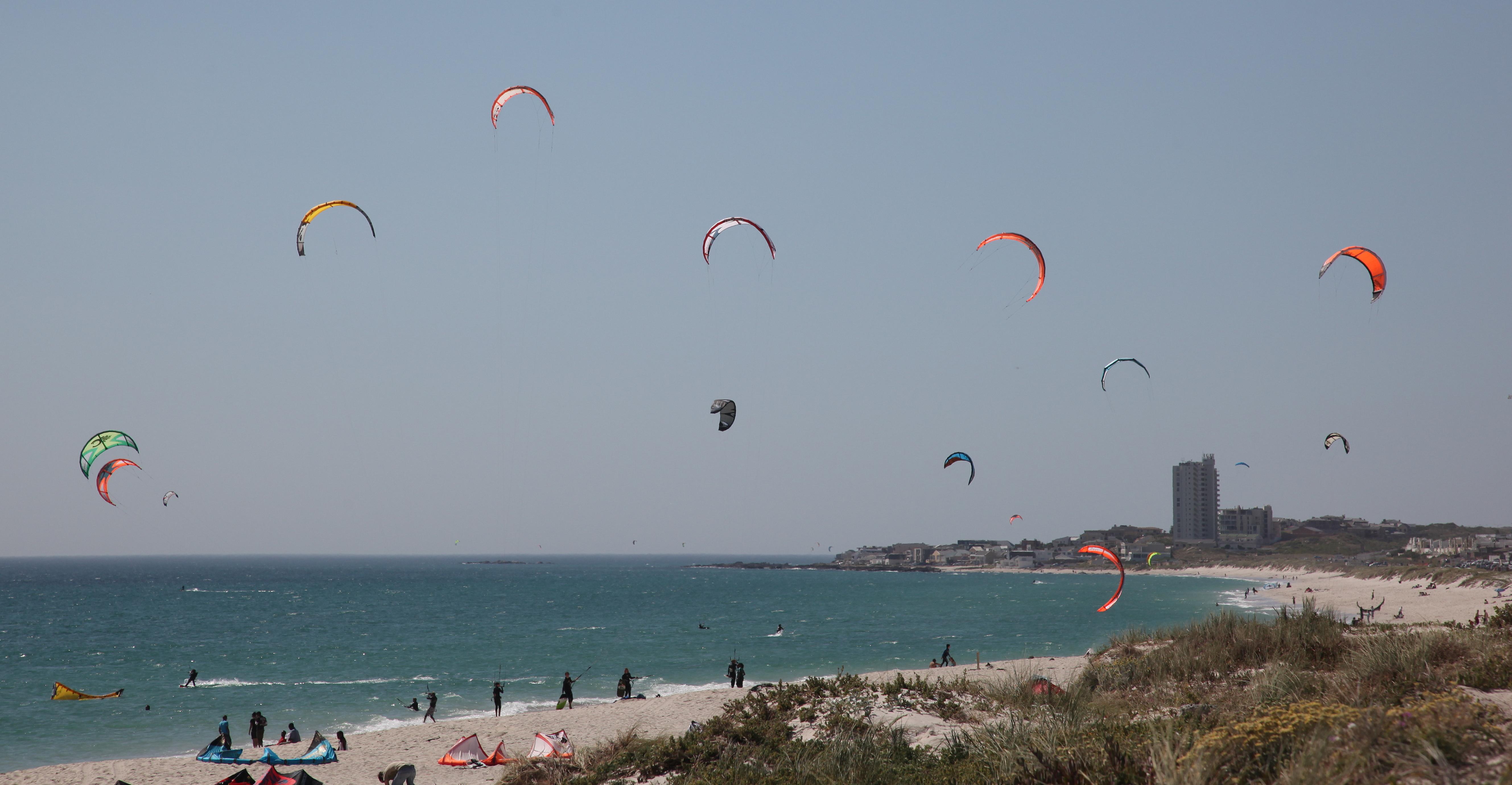
Kitesurf na Baía da Mesa.

### Esportes
Os esportes mais populares, e também mais praticados, na Cidade do Cabo são o críquete, futebol, natação e râguebi. Os Stormers representam o Cabo Ocidental e o Boland na Super 14, competição de râguebi no hemisfério sul. Na cidade estão também sediados os Western Province, que actuam no Newlands Stadium, competem na Currie Cup. A seleção Sul-Africana de Râguebi actua pontualmente na cidade; durante o campeonato do Mundo de 1995, alguns jogos da fase de grupos e também uma das semifinais foram jogados na Cidade do Cabo.
No que toca ao futebol, mais conhecido na África do Sul como soccer, existem duas equipas de relevo na cidade, que actuam na principal liga da modalidade no país, a Premier Soccer League (PSL). O Ajax Cape Town, formado em 1999 devido à fusão dos Seven Stars com os Cape Town Spurs; e ainda o Santos Football Club. A Cidade do Cabo recebeu vários jogos da Mundial de 2010, incluindo uma semi-final. O novo estádio de futebol com capacidade de 70 mil espectadores foi construído em Green Point para a ocasião; o estádio chama-se Green Point Stadium.
Relativamente ao críquete, os Cape Cobras representam a Cidade do Cabo e actuam no Newlands Cricket Ground. A equipa surgiu da fusão do Western Province Cricket com o Boland Cricket. Participa na Supersport e também na Standard Bank Cup Series.
À semelhança de muitas cidades no Mundo, também a Cidade do Cabo tem o sonho de albergar uma edição dos Jogos Olímpicos de Verão. Em 1996, a cidade foi uma das cinco cidades finalistas para a organização do evento em 2004. Contudo, ficou em terceiro lugar, atrás de Atenas (Grécia), cidade vencedora, e Roma (Itália).